# Harpactea zaitzevi
Harpactea zaitzevi este o specie de păianjeni din genul Harpactea, familia Dysderidae, descrisă de Charitonov, 1956. Conform Catalogue of Life specia Harpactea zaitzevi nu are subspecii cunoscute.